# Послушник
Послушникът (ж.р. послушница) е човек, който живее и се труди в манастир, като изпълнява поръчения (послушания) на монасите, но няма духовен сан.
Не е задължително да стане монах. Някои послушници отиват в манастира само за определено време, а други живеят и се трудят там, без да са монаси.
Послушниците, които се готвят да станат монаси, се наричат расофори.
Според православния старец Йосиф Ватопедски „истинският послушник е образ на истинния Първообраз, нашия Господ Иисус Христос, Който бил послушен на Бог Отец до смърт и ни дарувал тържеството на Възкресението“.